# Scotophilus robustus
Scotophilus robustus är en fladdermusart som beskrevs av Milne-Edwards 1881. Scotophilus robustus ingår i släktet Scotophilus och familjen läderlappar. IUCN kategoriserar arten globalt som livskraftig. Inga underarter finns listade i Catalogue of Life.
Arten förekommer på Madagaskar. Den vistas i låglandet och i bergstrakter upp till 1400 meter över havet. Habitatet utgörs av tropiska skogar och av kultiverade områden. Individerna vilar ofta i byggnader.